# Pretioscopus flavocephalus
Pretioscopus flavocephalus är en insektsart som beskrevs av Webb 1976. Pretioscopus flavocephalus ingår i släktet Pretioscopus och familjen dvärgstritar. Inga underarter finns listade i Catalogue of Life.